# Anthony Watson (skeletonista)
Anthony Watson (2 novembre 1989) è uno skeletonista e modello giamaicano.

## Biografia
Ha studiato alla University of the Arts in Philadelphia negli Stati Uniti d'America. In gioventù ha cominciato la propria carriera agonistica nell'atletica leggera come velocista. Ha gareggiato negli Stati Uniti nel national junior level.
Dopo un infortunio ha iniziato ad interessarsi al bob ed allo skeleton, optando per quest'ultima disciplina nel 2003.
Ha rappresentato la Giamaica ai Giochi olimpici invernali di Pyeongchang 2018, concludendo la gara al ventinovesimo posto. È stato il primo atleta a rappresentare la Giamaica nello skeleton ai Giochi olimpici.